# Cuxton
Cuxton (engelskt uttal: [ˈkʌkstən]) är en ort och civil parish i grevskapet Kent i sydöstra England. Orten ligger i enhetskommunen Medway, på floden Medways västra bank. Den är belägen cirka 4 kilometer sydväst om Rochester. Tätorten (built-up area) hade 3 037 invånare vid folkräkningen år 2021.